# Амуро-Балтійськ
Амуро-Балтійськ (рос. Амуро-Балтийск) — село у Зейському районі Амурської області Російської Федерації. Розташоване на території українського історичного та етнічного краю Зелений Клин.
Входить до складу муніципального утворення Амуро-Балтійська сільрада. Населення становить 199 осіб (2018).
Населений пункт, як і загалом увесь Зейський район, прирівняний до регіонів Крайньої півночі Росії.

## Історія
З 1926 року було підпорядковане Зейському округу Далекосхідного краю. З 20 жовтня 1932 року входить до складу новоутвореної Амурської області.
З 1 січня 2006 року входить до складу муніципального утворення Амуро-Балтійська сільрада.

## Населення
| 2002 | 2010 | 2012 | 2013 | 2014 | 2015 | 2016 |
| ---- | ---- | ---- | ---- | ---- | ---- | ---- |
| 277  | ↘227 | ↘225 | ↗227 | ↘214 | ↘212 | ↘207 |
| 2017 | 2018 |      |      |      |      |      |
| ↘200 | ↘199 |      |      |      |      |      |